# Úněšov
Úněšov (en allemand : Anischau) est une commune du district de Plzeň-Nord, dans la région de Plzeň, en République tchèque. Sa population s'élevait à 615 habitants en 2022.

## Géographie
Úněšov se trouve à 23 km au nord-ouest de Plzeň et à 95 km à l'ouest-sud-ouest de Prague.
La commune est limitée par Krsy et Nečtiny au nord, par Zahrádka à l'est, par Všeruby au sud, et par Pernarec, Křelovice et Ostrov u Bezdružic à l'ouest.

## Histoire
La première mention écrite de la localité date de 1352.

## Administration
La commune se compose de neuf quartiers :
- Úněšov
- Budeč
- Čbán
- Číhaná
- Hvožďany
- Lípa
- Podmokly
- Štipoklasy
- Vojtěšín

## Galerie

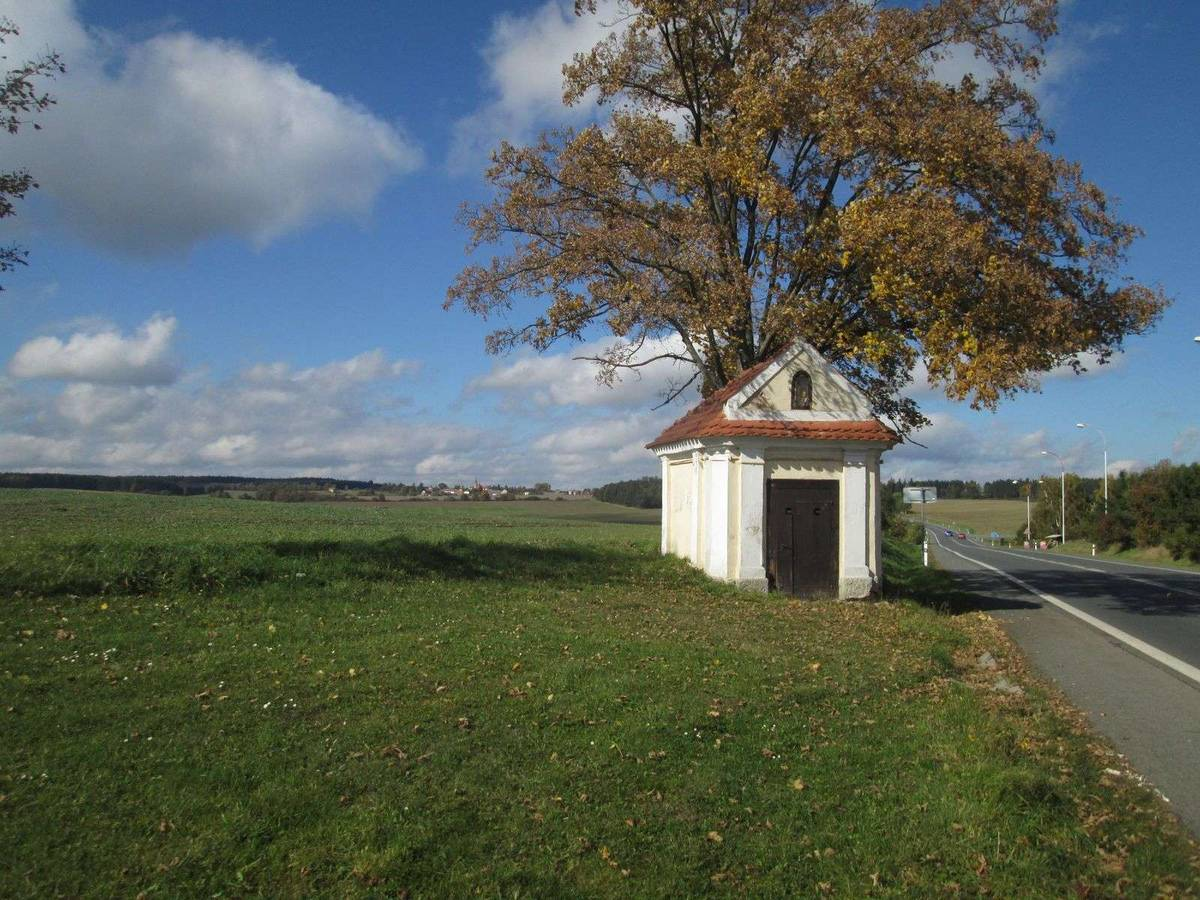
Chapelle à Úněšov.
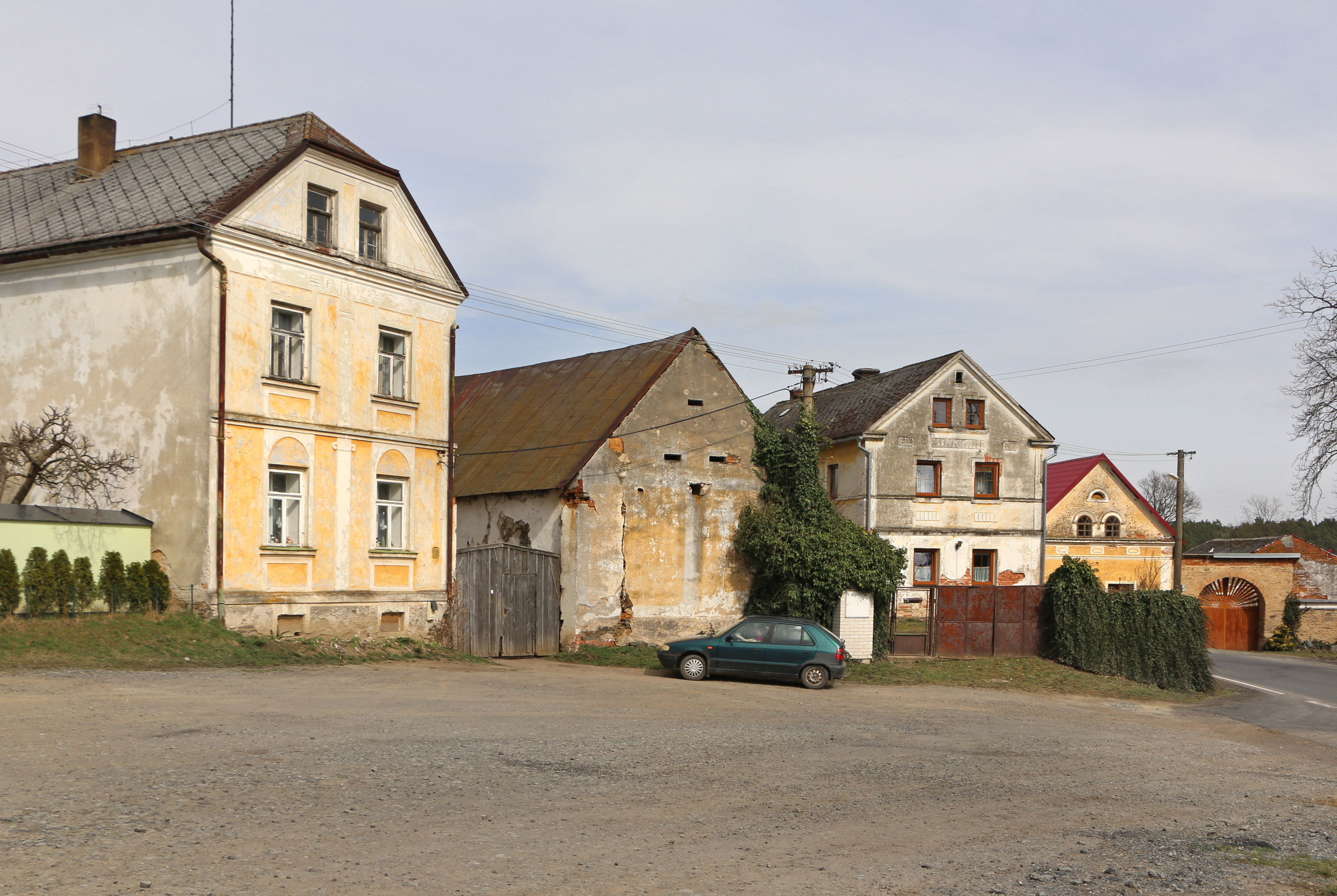
Hameau de Pernarec.

## Transports
Par la route, Křelovice se trouve à 25 km de Plzeň et à 118 km de Prague. 